# 효소 연결 수용체
효소 연결 수용체(酵素連結受容體, 영어: enzyme-linked receptor)는 세포외 리간드의 결합에 의한 활성화시 세포 내측에서 효소 활성을 유발하는 막관통 수용체이다. 촉매 수용체(觸媒受容體, 영어: catalytic receptor)라고도 한다. 따라서 효소 연결 수용체는 촉매 기능과 수용체 기능을 모두 가지고 있는 내재성 막 단백질이다.
이들은 두 가지 중요한 도메인, 즉 세포외 리간드 결합 도메인과 촉매 기능을 가지고 있는 세포내 도메인(단일 막횡단 나선)을 가지고 있다. 신호전달 분자는 세포 외부의 수용체에 결합하여 세포 내부의 수용체에 위치한 촉매 기능 부위의 입체구조적 변화를 유발한다.
효소 활성의 예는 다음과 같다.
- 수용체 티로신 키네이스 – 섬유아세포 성장인자 수용체를 예시로 들 수 있다. 대부분의 효소 연결 수용체는 이러한 유형에 해당된다.[3]
- 세린/트레오닌 특이적 단백질 키네이스 – 뼈형성 단백질을 예시로 들 수 있다.
- 구아닐산 고리화효소 – 심방 나트륨이뇨 펩타이드 수용체를 예시로 들 수 있다.

## 종류
다음은 효소 연결 수용체의 5가지 주요 패밀리의 목록이다.
| 패밀리                                 | 구성원                      | 유전자 | 촉매 활성                       | 내인성 리간드                                                                                           | 합성 리간드                                              |
| -------------------------------------- | --------------------------- | ------ | ------------------------------- | --- | -------------------------------------------------------- |
| Erb                                    | ErbB1(상피 성장인자 수용체) | EGFR   | 티로신 키네이스(EC 2.7.10.1)    | 상피 성장인자, 암피레굴린, 베타셀룰린, 에피젠, 에피레굴린, 헤파린 결합 EGF 유사 성장인자(HB-EGF), TGF-α | GW583340, 게피티닙, 엘로티닙, 티르포스틴 AG879 및 AG1478 |
| Erb                                    | ErbB2                       | ERBB2  | "                               | |                                                          |
| Erb                                    | ErbB3                       | ERBB3  | "                               | NRG-1, NRG-2                                                                                            | GW583340, 게피티닙, 엘로티닙, 티르포스틴 AG879 및 AG1478 |
| Erb                                    | ErbB4                       | ERBB4  | "                               | 베타셀룰린, 에피레굴린, 헤파린 결합 EGF 유사 성장인자(HB-EGF), NRG-1, NRG-2, NRG-3, NRG-4               | GW583340, 게피티닙, 엘로티닙, 티르포스틴 AG879 및 AG1478 |
| 신경아교세포주 유래 신경영양인자(GDNF) | GFRa1                       | GFRa1  | "                               | 신경아교세포주 유래 신경영양인자(GDNF) > 뉴투린 > 아르테민                                              |                                                          |
| 신경아교세포주 유래 신경영양인자(GDNF) | GFRa2                       | GFRa2  | "                               | 뉴투린 > GDNF                                                                                           |                                                          |
| 신경아교세포주 유래 신경영양인자(GDNF) | GFRa3                       | GFRa3  | "                               | 아르테민                                                                                                |                                                          |
| 신경아교세포주 유래 신경영양인자(GDNF) | GFRa4                       | GFRa4  | "                               | 퍼셉핀                                                                                                  |                                                          |
| 나트륨이뇨 펩타이드 수용체(NPR)        | NPR1                        | NPR1   | 구아닐산 고리화효소(EC 4.6.1.2) | 심방 나트륨이뇨 펩타이드                                                                                |                                                          |
| 나트륨이뇨 펩타이드 수용체(NPR)        | NPR2                        | NPR2   | "                               | 나트륨이뇨 펩타이드 전구체 C                                                                            |                                                          |
| 나트륨이뇨 펩타이드 수용체(NPR)        | NPR3                        | NPR3   | "                               | 심방 나트륨이뇨 펩타이드                                                                                |                                                          |
| 나트륨이뇨 펩타이드 수용체(NPR)        | NPR4                        | NPR4   | "                               | 유로구아닐린                                                                                            |                                                          |
| trk 신경영양인자 수용체                | TrkA                        | NTRK1  | 티로신 키네이스(EC 2.7.10.1)    | 신경 성장인자 > NT-3                                                                                    | GW441756, 티르포스틴 AG879                               |
| trk 신경영양인자 수용체                | TrkB                        | NTRK2  | "                               | 뇌유래 신경영양인자, NT-4/NT-5 > NT-3                                                                   |                                                          |
| trk 신경영양인자 수용체                | TrkC                        | NTRK3  | "                               | NT-3 |                                                          |
| trk 신경영양인자 수용체                | p75                         | NGFR   | "                               | NGF, BDNF, NT-3, NT-4/5                                                                                 |                                                          |
| 톨 유사 수용체                         | TLR1                        | TLR1   | "                               | |                                                          |
| 톨 유사 수용체                         | TLR2                        | TLR2   | "                               | 펩티도글리칸                                                                                            |                                                          |
| 톨 유사 수용체                         | TLR3                        | TLR3   | "                               | polyIC, 폴리이노신-폴리사이토신                                                                         |                                                          |
| 톨 유사 수용체                         | TLR4                        | TLR4   | "                               | 지질다당류(LPS), 그람음성세균 유래 지질다당류                                                           |                                                          |
| 톨 유사 수용체                         | TLR5                        | TLR5   | "                               | 플라젤린                                                                                                |                                                          |
| 톨 유사 수용체                         | TLR6                        | TLR6   | "                               | |                                                          |
| 톨 유사 수용체                         | TLR7                        | TLR7   | "                               | | 레시퀴모드, 이미퀴모드                                   |
| 톨 유사 수용체                         | TLR8                        | TLR8   | "                               | |                                                          |
| 톨 유사 수용체                         | TLR9                        | TLR9   | "                               | CpG, 사이토신:구아노신 쌍이 풍부한 DNA                                                                  |                                                          |
| 톨 유사 수용체                         | TLR10                       | TLR10  | "                               | |                                                          |

## 같이 보기
- 이온 통로 연결 수용체
- G 단백질 연결 수용체